# Château d'Aydon
Le château d'Aydon est un manoir situé à Aydon, près de la ville de Corbridge, dans le comté de Northumberland, au nord-est de l'Angleterre. Il a été classé par l'English Heritage en Grade I.

## Histoire
La première mention écrite montre qu'une construction en bois a d'abord existé sur ce site.  Le manoir a été construit par Robert de Reymes, un riche marchand du Suffolk, à partir de 1296. À cette époque, il consistait en une demeure de deux étages avec la salle à manger et la cuisine sur l'étage supérieur. 
En 1305, il a obtenu l'autorisation de fortifier sa propriété et a ajouté des remparts. Il a été capturé par les Écossais en 1315 et, de nouveau, en 1346. 
Au milieu du XVIe siècle, il a été rénové et converti en une ferme au milieu du XVIIe siècle. La construction est restée utilisée comme telle jusqu'en 1966, mais a depuis été rétablie dans son apparence médiévale.
Le château est géré par l'English Heritage.

## Source
- (en) Cet article est partiellement ou en totalité issu de l’article de Wikipédia en anglais intitulé « Aydon Castle » (voir la liste des auteurs).